# Ступ, Авраам
Авраам Ступ (ивр. אברהם סטופ‎; 1897, Толстое, Цислейтания — 26 сентября 1968, Израиль) — польский и израильский общественный деятель, депутат кнессета 2-го созыва от партии «Общих сионистов».

## Биография
Родился в 1887 году в местечке Толстое, Австро-Венгрия (ныне Украина), в семье Моисея Ступа. Учился в иешиве, затем окончил гимназию во Львове, изучал историю и философию в Львовском университете. В юности стал активистом сионистского движения, был одним из основателей сионистской молодёжной организации «Ахва» в Галиции. Возглавлял польское отделение организации «Гехалуц».
Был последним генеральным секретарем Сионистского профсоюза в Восточной Галиции, входил в состав руководства партии «Общих сионистов».
В августе 1939 года был участником сионистского конгресса в Женеве. В 1939 году репатриировался в Подмандатную Палестину, возглавил строительную компанию. После создания государства Израиль стал исполняющим обязанности члена Временного государственного совета.
В 1951 году был избран депутатом кнессета 2-го созыва от партии «Общих сионистов», работал в комиссии по труду, комиссии кнессета и финансовой комиссии.
Умер 26 сентября 1968 года.